# 디아도코이
디아도코이(그리스어: Διάδοχοι, 라틴어: Diadochi)라고 하며 ‘계승자’ 또는 ‘후계자’ 라는 뜻의 일반 명사이지만 흔히 알렉산드로스 대왕의 사후 알렉산드로스 제국의 계승자들을 가리킨다. 다른 말로 에피고노이(그리스어: Επίγονοι, "후손들"이란 뜻)이라고도 한다.
기원전 323년 알렉산드로스 대왕은 대 제국을 건설하자마자 바로 죽었기 때문에 제국의 계승권을 놓고 후계자들 간에 내전이 일어났는데 이를 디아도코이 전쟁으로 부른다. 이들의 경쟁 시기가 그리스 외의 민족과 나라들에게 헬레니즘이 전파되는 시기이다. 즉, 디아도코이 전쟁은 헬레니즘 시대의 시작이라고 할 수 있다.
기원전 323년 6월 10일 알렉산드로스 대왕은 후계자를 분명하게 지정하지 않고 갑자기 죽었다. 당시 알렉산드로스의 제국은 마케도니아 왕국 그 자체와 여러 그리스 도시국가들, 동쪽으로는 박트리아와 인도의 서부까지를 포함하고 아나톨리아, 레반트, 이집트, 바빌로니아 그리고 페르시아 제국을 병합한 대제국이었다.
알렉산드로스의 남겨진 장군들은 각자 자기가 대왕의 후계자라고 자칭하여 서로 싸우기 바빴는데, 이 장군들을 가리켜서 디아도코이(계승자)라고 부른다. 그들은 다음과 같다.
- 안티고노스 1세
- 안티파트로스
- 카산드로스
- 리시마코스
- 프톨레마이오스 1세
- 셀레우코스 1세

## 디아도코이 전쟁
이들이 서로 물고 물리는 전쟁(이른바 디아도코이 전쟁을 벌였고 이 전쟁은 약 40년간 계속되었다. 이들 디아도코이들은 서로가 왕이라고 참칭하였다. 기원전 301년 카산드로스, 프톨레마이오스 1세, 셀레우코스 1세, 리시마코스 등 4명의 장군은 서로 힘을 합쳐 마케도니아를 장악한 안티고노스 1세에 반기를 들었고 결국 안티고노스는 죽고 만다. 이들 4명의 후계자들은 각각 마케도니아, 이집트, 시리아, 트라키아로 나뉜다.

## 같이 보기
- 디아도코이 전쟁